# 海伦·戴维斯
海伦·戴维斯（英語：Helen Davies，1986年10月16日—），英格蘭女子羽毛球運動員。

## 簡歷
2011年5月，海伦·戴维斯出戰葡萄牙羽毛球國際賽，與艾莉莎·林姆合作贏得女子雙打比賽亞軍。

## 主要比賽成績
只列出曾進入準決賽的國際賽事成績：
| 年份   | 賽事                 | 公開賽級別 | 項目     | 拍檔        | 成績   |
| ------ | -------------------- | ---------- | -------- | ----------- | ------ |
| 2009年 | 比利時羽毛球國際賽   | 國際挑戰賽 | 女子單打 | －          | 準決賽 |
| 2010年 | 芬蘭羽毛球公開賽     | 國際挑戰賽 | 女子單打 | －          | 準決賽 |
| 2011年 | 克羅地亞羽毛球國際賽 | 國際系列賽 | 女子雙打 | 艾莉莎·林姆 | 準決賽 |
| 2011年 | 葡萄牙羽毛球國際賽   | 國際系列賽 | 女子雙打 | 艾莉莎·林姆 | 亞軍   |
| 2011年 | 匈牙利羽毛球國際賽   | 國際系列賽 | 女子雙打 | 萨曼塔·沃德 | 準決賽 |

| 2007-2017年 | 首要超級賽 | 超級賽 | 黃金大獎賽 | 大獎賽 | 國際挑戰賽 | 國際系列賽 | 未來系列賽 | 其他 |

| 2018-2026年 | 總決賽 | 超級1000賽 | 超級750賽 | 超級500賽 | 超級300賽 | 超級100賽 | 國際挑戰賽 | 國際系列賽 | 未來系列賽 | 其他 |